# Марта Заалфелд (поощрителна награда)
Литературната поощрителна награда награда „Марта Заалфелд“ (на немски: Martha-Saalfeld-Förderpreis) е учредена през 1994 г. и се раздава ежегодно на четирима автори в рамкита на програмата за литературно поощрение на провинция Рейнланд-Пфалц.
Наградата е наречена на родената в Рейнланд-Пфалц поетеса и романистка Марта Заалфелд (1889-1976).
Право на участие имат лица, „които са родени в Рейнланд-Пфалц или там живеят или с литературното си творческтво са тясно свързани с културния живот на Рейнланд-Пфалц“.
Отличието е на стойност 10 000 € и е предназначено за литературни творби в процес на създанване. До 1915 г. четиримата наградени получават по 2500 €; От 2016 г. главната награда възлиза на 4000 €, а другите трима носители получават по 2000 €. За наградата не може да се кандидатства повторно.

## Носители на наградата (подбор)
- 1994: Урзула Крехел
- 1995: Дагмар Лойполд
- 1998: Кристоф Петерс
- 1999: Томас Лер
- 2000: Йорг Матайс
- 2003: Норберт Шойер
- 2005: Давид Вагнер
- 2011: Тамара Бах, Сара Щикер
- 2016: Майке Ветцел
- 2017: Маряна Гапоненко